# Marie Antoinette Marcotte
Lucile Marie Antoinette Marcotte (Troyes, 31 mei 1867 – Parijs, 30 april 1929) was een Frans-Belgisch kunstschilder.

## Leven en werk
Marie Antoinette Marcotte werd in 1867 in Troyes geboren als dochter van Gilles Marcotte en Lucile Simonne Toudouze. Haar vader was bij haar geboorte kanselier op het Franse consulaat in Mannheim. Ze verhuisde als kind met haar ouders naar Oostende en later naar Antwerpen, waar haar vader als viceconsul van Frankrijk werd gestationeerd. Toen ze 19 jaar was volgde ze schilderlessen op het atelier van Jules Joseph Lefebvre in Parijs, later was ze een van de eerste vrouwelijke studenten aan de Brusselse Academie onder Jan Frans Portaels en Joseph Stallaert. Ze schilderde bloemen (in kassen), figuurstudies, genrestukken en landschappen met een impressionistisch-luministische techniek. Marcotte nam deel aan diverse tentoonstellingen en salons in Frankrijk, België, Duitsland en Nederland, ze had onder meer een solotentoonstelling in de Verlatzaal van de Zoo van Antwerpen (1902) en nam deel aan de De Hedendaagsche Vrouw (1914) in Antwerpen. Marcotte ontving voor haar werk onder meer een gouden medaille van de Brusselse Academie (1891). 
Tijdens de Eerste Wereldoorlog verbleef de kunstenares in Nederland. Aan het eind van de oorlog werd in het Stedelijk Museum Amsterdam een tentoonstelling van Belgische moderne kunst gehouden, waaraan Marcotte deelnam, en verscheen een boek over Belgische kunstenaars in ballingschap. In het boek werd over haar vermeld: "Mej. Marcotte heeft een angstvallige doch persoonlijke werkwijze. Zij is gevoelig voor de schoonheid der groote bouquetten en brengt met een liefdevolle bewogenheid de stralende kleurenrijkdom er van voor ons op het doek. Haar coloriet is tegelijk mat en schitterend."
Marie Antoinette Marcotte werd benoemd tot officier in de Orde van de Academische Palmen (1906) en tot ridder in de Leopoldsorde (1906). Ze overleed in Parijs, op 61-jarige leeftijd.

## Enkele werken

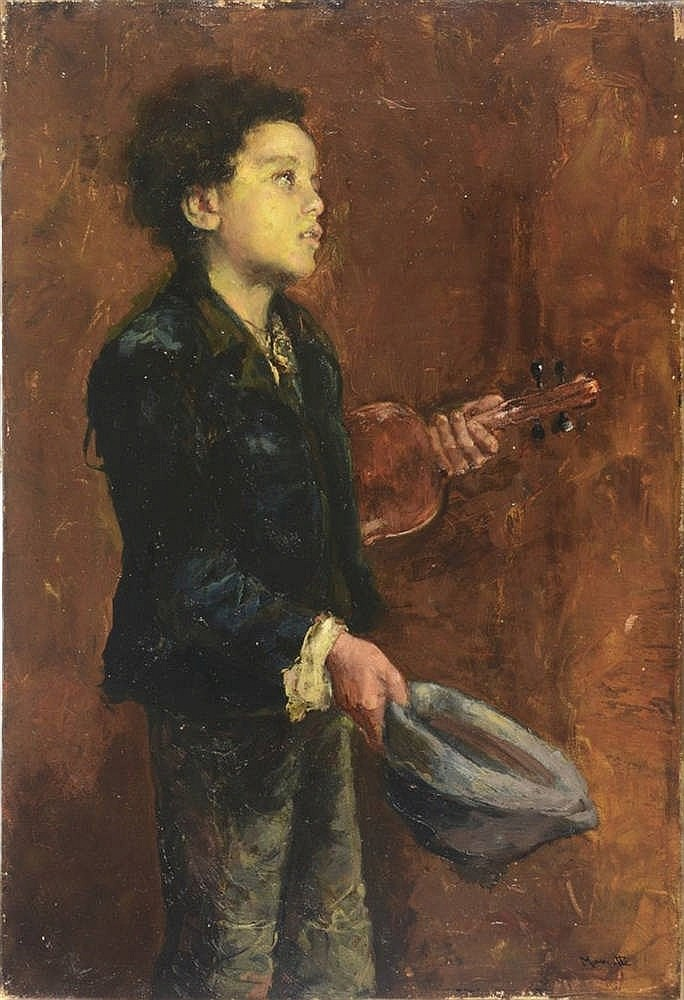
Blinde violist
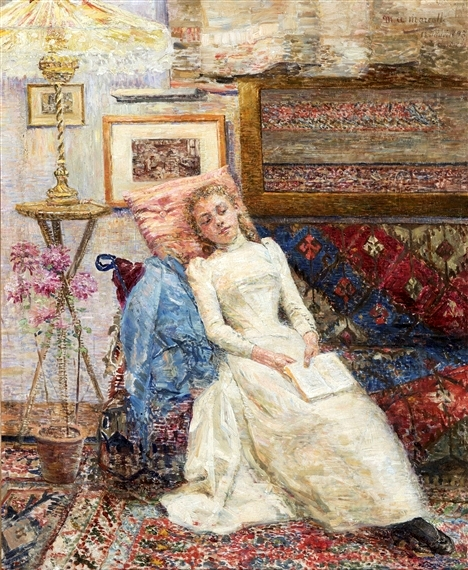
Dagdromen (ca. 1893)
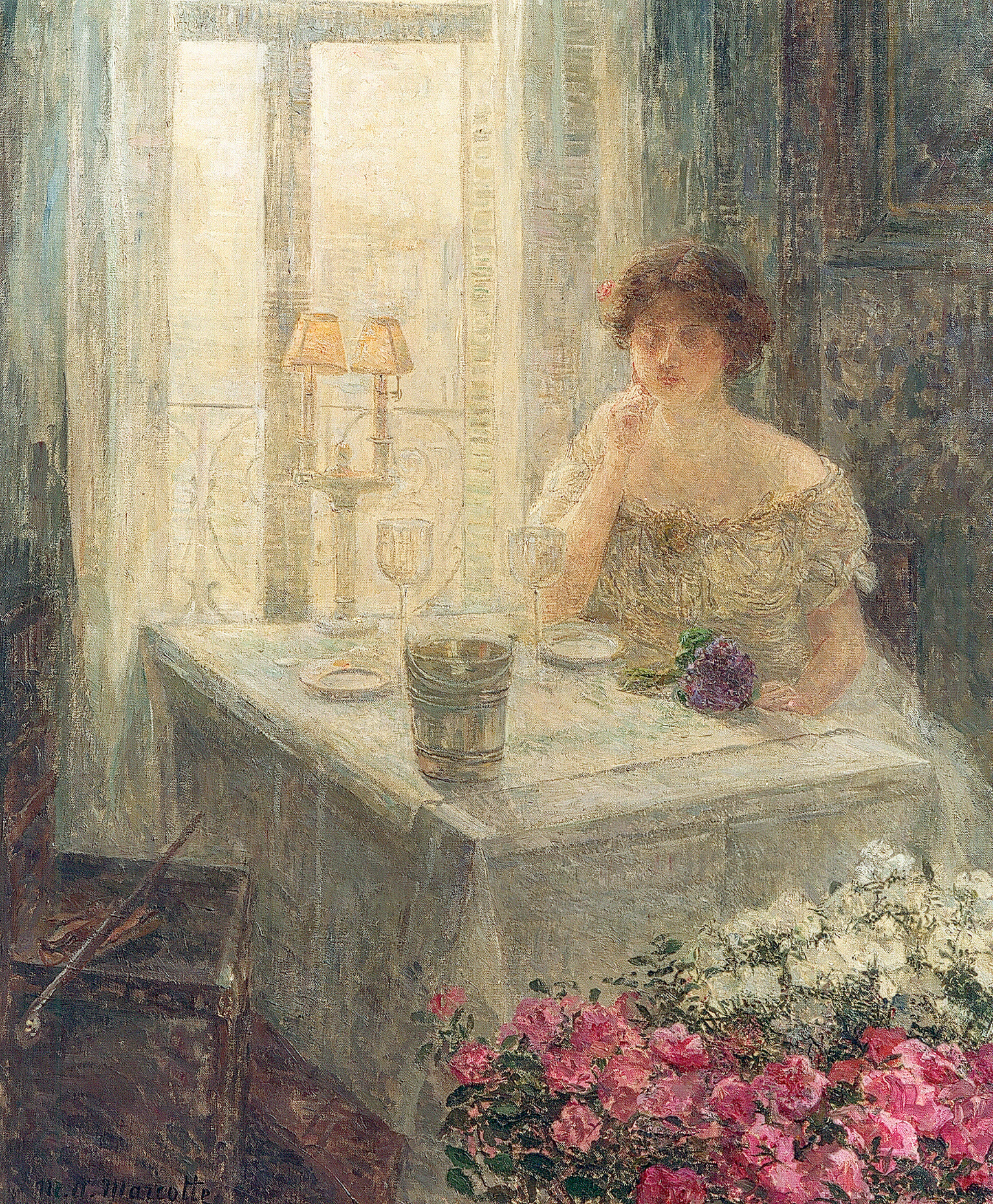
Vrouw (1910)
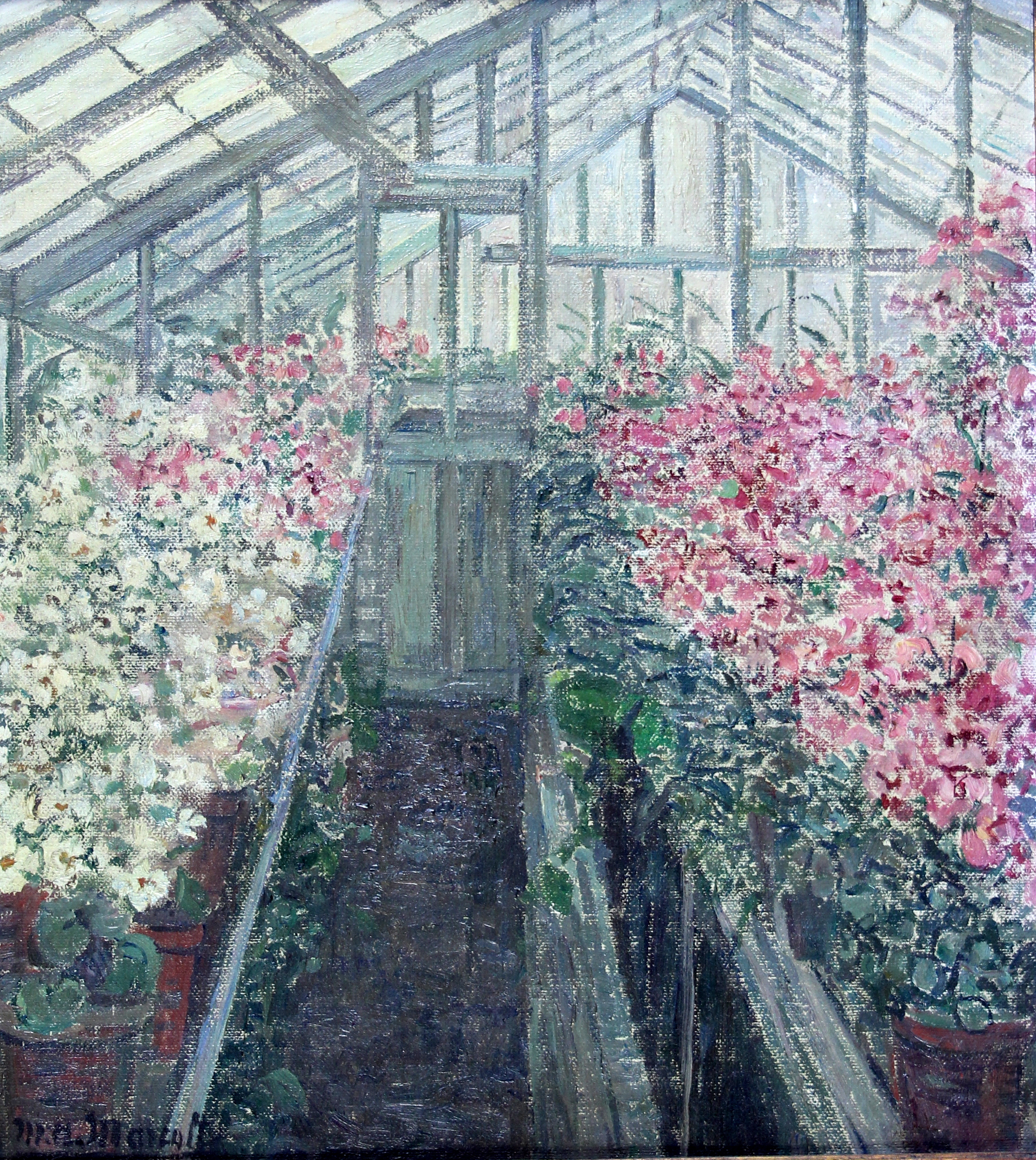
In de serre (ca. 1910)

- RKD-Nederlands Instituut voor Kunstgeschiedenis: 52531
- Union List of Artist Names: 500094115
- Virtual International Authority File: 96371515